# Росія на пісенному конкурсі Євробачення
Росія брала участь у конкурсі Євробачення 23 рази. Дебют відбувся у 1994 році, коли країну представляла співачка Маша Кац, яка виступала під псевдонімом Юдіф і посіла 9-е місце. В 2008 році Росія вперше здобула перемогу коли країну представляв Діма Білан із піснею «Believe», тим самим отримавши право на проведення конкурсу у своїй країні в 2009 році. 2-е місце російські артисти здобували у 2000, 2006, 2012 та 2015 роках. 3-є місце Росія посідала у 2003, 2007, 2016 та 2019 роках. У 2018 році країна вперше не пройшла до фіналу конкурсу. 
Востаннє Росія виступала на Євробаченні у 2021 році з піснею Russian Woman, яку виконувала Маніжа і зайняла 9-е місце. 25 лютого 2022 Росія була дискваліфікована у зв'язку з Російським вторгненням в Україну, а вже 26 лютого країна вийшла з Європейської мовної спілки, що унеможливлює подальшу участь країни та трансляції конкурсів.

## Учасники Євробачення від Росії
Умовні позначення
     Переможець
     Друге місце
     Третє місце
     Четверте місце
     П'яте місце
     Останнє місце
     Автоматичний фіналіст
     Не пройшла до фіналу
     Участь скасовано
     Не брала участі
| 1994      | Дублін                       | Юдіф (Маша Кац)                | «Вечный странник»             | 9-е                                        | 70                                         | Без півфіналів                             | Без півфіналів                             |                                            |                                            |
| 1995      | Дублін                       | Філіп Кіркоров                 | «Колыбельная для вулкана»     | 17-е                                       | 17                                         | Без півфіналів                             | Без півфіналів                             |                                            |                                            |
| 1996      | Не пройшла попередній відбір | Не пройшла попередній відбір   | Не пройшла попередній відбір  | Не пройшла попередній відбір               | Не пройшла попередній відбір               | Не пройшла попередній відбір               | Не пройшла попередній відбір               |                                            |                                            |
| 1997      | Дублін                       | Алла Пугачова                  | «Примадонна»                  | 15-е                                       | 33                                         | Без півфіналів                             | Без півфіналів                             |                                            |                                            |
| 1998-1999 | Не брала участь              | Не брала участь                | Не брала участь               | Не брала участь                            | Не брала участь                            | Не брала участь                            | Не брала участь                            |                                            |                                            |
| 2000      | Стокгольм                    | Алсу                           | «Solo»                        | 2-е                                        | 155                                        | Без півфіналів                             | Без півфіналів                             |                                            |                                            |
| 2001      | Копенгаген                   | Мумій Тролль                   | «Lady Alpine Blue»            | 12-е                                       | 37                                         | Без півфіналів                             | Без півфіналів                             |                                            |                                            |
| 2002      | Таллінн                      | Премьер-министр                | «Northern Girl»               | 10-е                                       | 55                                         | Без півфіналів                             | Без півфіналів                             |                                            |                                            |
| 2003      | Рига                         | Тату                           | «Не верь, не бойся, не проси» | 3-є                                        | 164                                        | Без півфіналів                             | Без півфіналів                             |                                            |                                            |
| 2004      | Стамбул                      | Юлія Савічева                  | «Believe Me»                  | 11-е                                       | 67                                         | Торічна десятка найкращих                  | Торічна десятка найкращих                  |                                            |                                            |
| 2005      | Київ                         | Наталія Подольська             | «Nobody Hurt No One»          | 15-е                                       | 57                                         | Торічна десятка найкращих                  | Торічна десятка найкращих                  |                                            |                                            |
| 2006      | Афіни                        | Діма Білан                     | «Never Let You Go»            | 2-е                                        | 248                                        | 2-е                                        | 267                                        |                                            |                                            |
| 2007      | Гельсінкі                    | Serebro                        | «Song #1»                     | 3-є                                        | 207                                        | Торічна десятка найкращих                  | Торічна десятка найкращих                  |                                            |                                            |
| 2008      | Белград                      | Діма Білан                     | «Believe»                     | 1-е                                        | 272                                        | 3-є                                        | 135                                        |                                            |                                            |
| 2009      | Москва                       | Анастасія Приходько            | «Мамо»                        | 11-е                                       | 91                                         | Країна-господар                            | Країна-господар                            |                                            |                                            |
| 2010      | Осло                         | Музичний колектив Петра Налича | «Lost and Forgotten»          | 11-е                                       | 90                                         | 7-е                                        | 74                                         |                                            |                                            |
| 2011      | Дюссельдорф                  | Олексій Воробйов               | «Get You»                     | 16-е                                       | 77                                         | 9-е                                        | 64                                         |                                            |                                            |
| 2012      | Баку                         | Бурановські бабусі             | «Party for Everybody»         | 2-е                                        | 259                                        | 1-е                                        | 152                                        |                                            |                                            |
| 2013      | Мальме                       | Діна Гаріпова                  | «What If»                     | 5-е                                        | 174                                        | 2-е                                        | 156                                        |                                            |                                            |
| 2014      | Копенгаген                   | Сестри Толмачови               | «Shine»                       | 7-е                                        | 89                                         | 6-е                                        | 63                                         |                                            |                                            |
| 2015      | Відень                       | Поліна Гагаріна                | «A Million Voices»            | 2-е                                        | 303                                        | 1-е                                        | 182                                        |                                            |                                            |
| 2016      | Стокгольм                    | Сергій Лазарєв                 | «You Are The Only One»        | 3-є                                        | 491                                        | 1-е                                        | 342                                        |                                            |                                            |
| 2017      | Київ                         | Юлія Самойлова                 | «Flame Is Burning»            | Відмовилась від участі                     | Відмовилась від участі                     | Відмовилась від участі                     | Відмовилась від участі                     |                                            |                                            |
| 2018      | Лісабон                      | Юлія Самойлова                 | «I Won't Break»               | Поза фіналом                               | Поза фіналом                               | 15-е                                       | 65                                         |                                            |                                            |
| 2019      | Тель-Авів                    | Сергій Лазарєв                 | «Scream»                      | 3-є                                        | 369                                        | 6-е                                        | 217                                        |                                            |                                            |
| 2020      | Роттердам                    | Little Big                     | «UNO»                         | Конкурс скасований через пандемію COVID-19 | Конкурс скасований через пандемію COVID-19 | Конкурс скасований через пандемію COVID-19 | Конкурс скасований через пандемію COVID-19 | Конкурс скасований через пандемію COVID-19 | Конкурс скасований через пандемію COVID-19 |
| 2021      | Роттердам                    | Маніжа                         | «Russian Woman»               | 9-е                                        | 204                                        | 3-є                                        | 225                                        |                                            |                                            |
| 2022-2025 | Дискваліфіковано             | Дискваліфіковано               | Дискваліфіковано              | Дискваліфіковано                           | Дискваліфіковано                           | Дискваліфіковано                           | Дискваліфіковано                           |                                            |                                            |
|           |                              |                                |                               |                                            |                                            |                                            |                                            |                                            |                                            |
|           |                              |                                |                               |                                            |                                            |                                            |                                            |                                            |                                            |

## Країна-господар
| Рік  | Місто  | Місце        | Ведучі                                                               |
| ---- | ------ | ------------ | -------------------------------------------------------------------- |
| 2009 | Москва | Олімпійський | Андрій Малахов, Наталя Водянова, Дмитро Шепелєв, Алсу та Іван Ургант |

## Нагороди
Премія Марселя Безансона
| Рік  | Країна | Категорія  | Пісня                  | Виконавець     | Результат | Бали | Місце проведення |
| ---- | ------ | ---------- | ---------------------- | -------------- | --------- | ---- | ---------------- |
| 2016 | Росія  | Приз преси | «You Are the Only One» | Сергій Лазарєв | 3-є       | 491  | Стокгольм        |

Премія Барбари Декс
| Рік  | Країна | Виконавець | Пісня               | Місце | Місто проведення |
| ---- | ------ | ---------- | ------------------- | ----- | ---------------- |
| 2003 | Росія  | t.A.T.u.   | "Не верь, не бойся" | 3-є   | Рига             |

## Статистика голосувань (1994–2021)
| Росія отримала найбільше балів від: | Росія отримала найбільше балів від: | Росія отримала найбільше балів від: | Росія отримала найбільше балів від: | Росія отримала найбільше балів від: |
| №                                   | Країна                              | Бали                                | Бали                                | Бали                                |
| №                                   | Країна                              | Фінал                               | Півфінал                            | Всього                              |
| ----------------------------------- | ----------------------------------- | ----------------------------------- | ----------------------------------- | ----------------------------------- |
| 1                                   | Молдова                             | 148                                 | 119                                 | 267                                 |
| 2                                   | Естонія                             | 187                                 | 64                                  | 251                                 |
| 3                                   | Латвія                              | 175                                 | 65                                  | 240                                 |
| 4                                   | Азербайджан                         | 121                                 | 99                                  | 220                                 |
| 5                                   | Вірменія                            | 126                                 | 91                                  | 217                                 |

| Росія віддала найбільше балів: | Росія віддала найбільше балів: | Росія віддала найбільше балів: | Росія віддала найбільше балів: | Росія віддала найбільше балів: |
| №                              | Країна                         | Бали                           | Бали                           | Бали                           |
| №                              | Країна                         | Фінал                          | Півфінал                       | Всього                         |
| ------------------------------ | ------------------------------ | ------------------------------ | ------------------------------ | ------------------------------ |
| 1                              | Азербайджан                    | 124                            | 89                             | 213                            |
| 2                              | Вірменія                       | 91                             | 96                             | 187                            |
| 3                              | Молдова                        | 79                             | 106                            | 185                            |
| 4                              | Україна                        | 108                            | 64                             | 172                            |
| 5                              | Греція                         | 76                             | 43                             | 119                            |
| 5                              | Норвегія                       | 70                             | 49                             | 119                            |

## Галерея

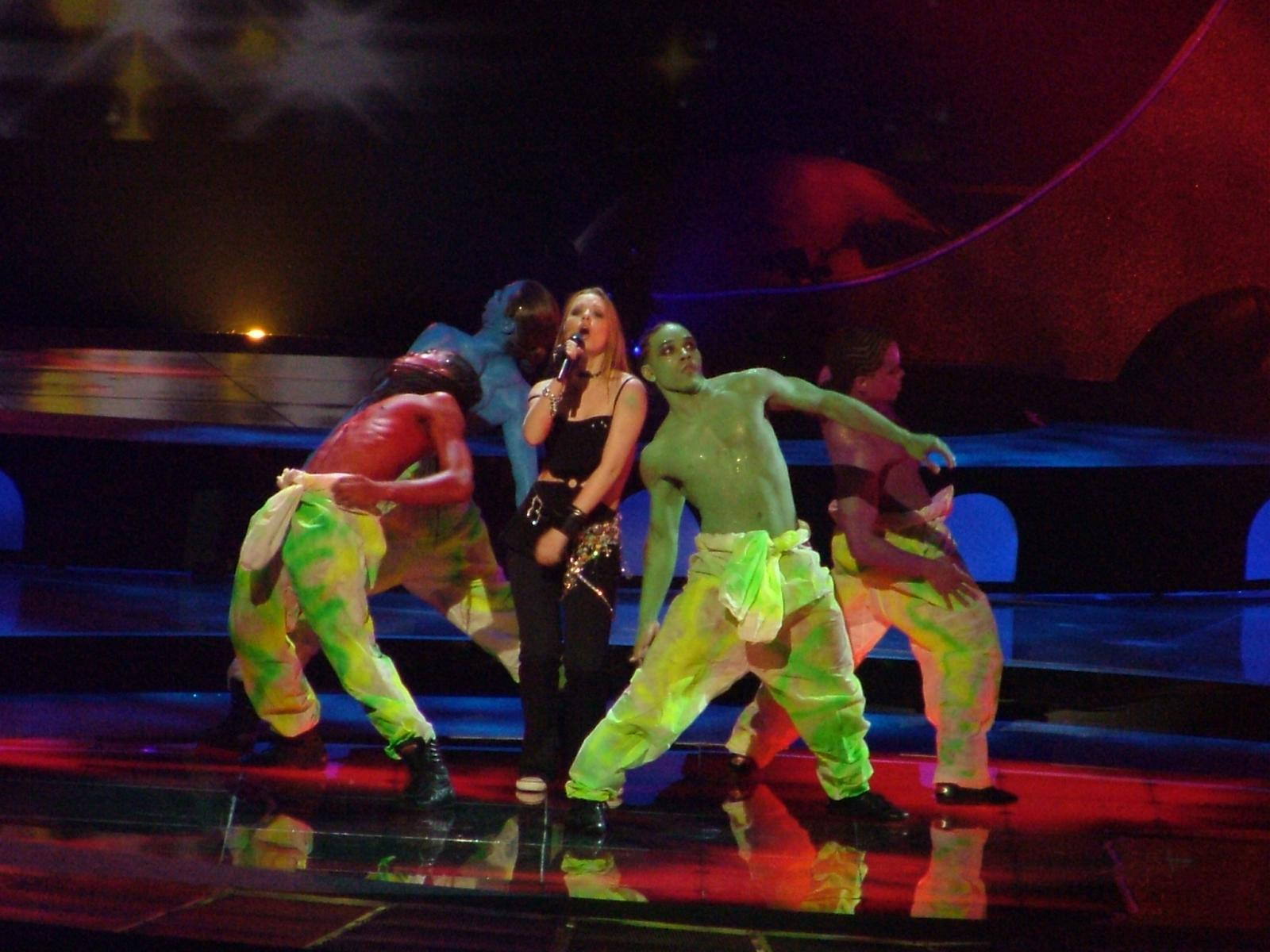
Юлія Савічева у Стамбулі (2004)
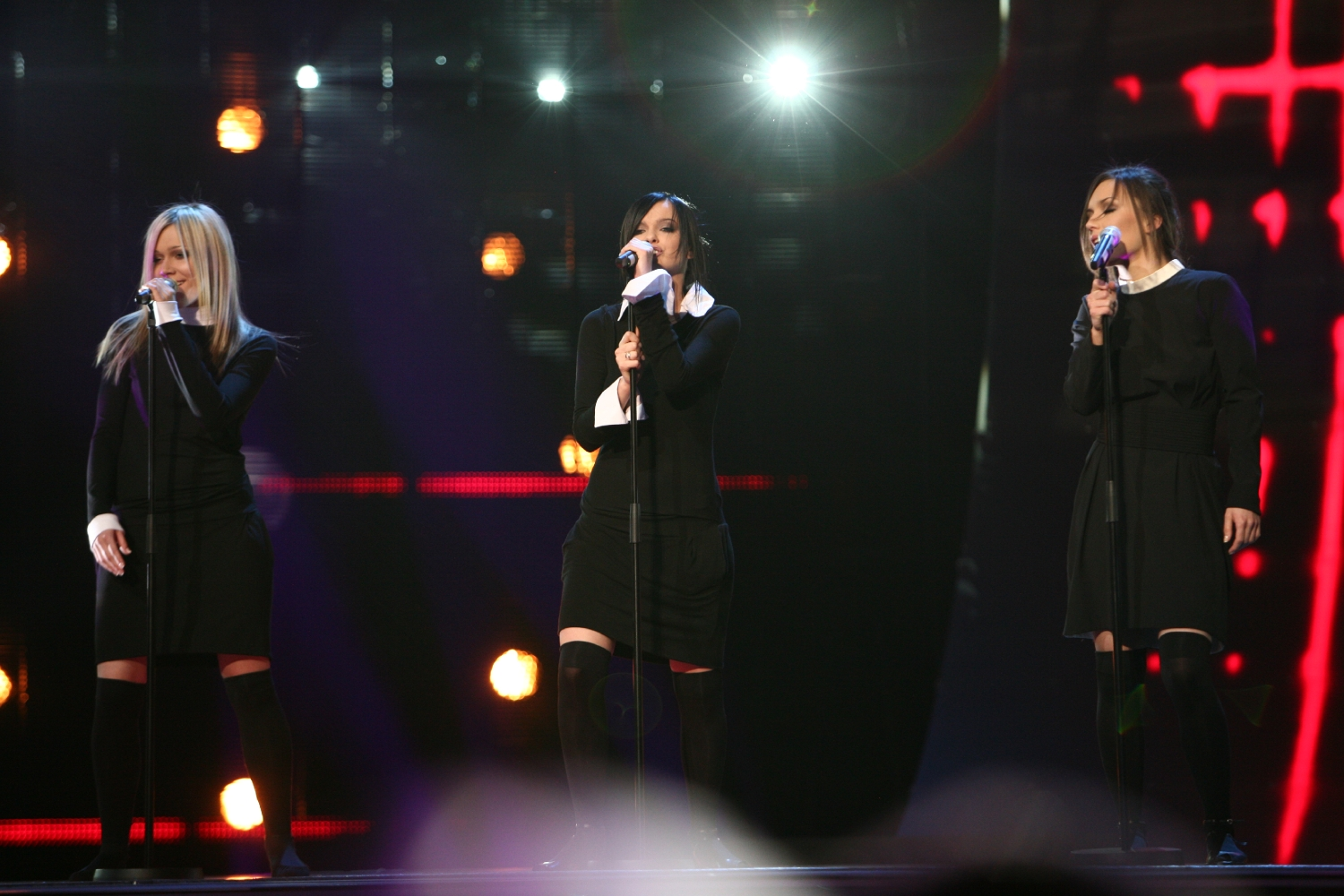
Serebro у Гельсінкі (2007)
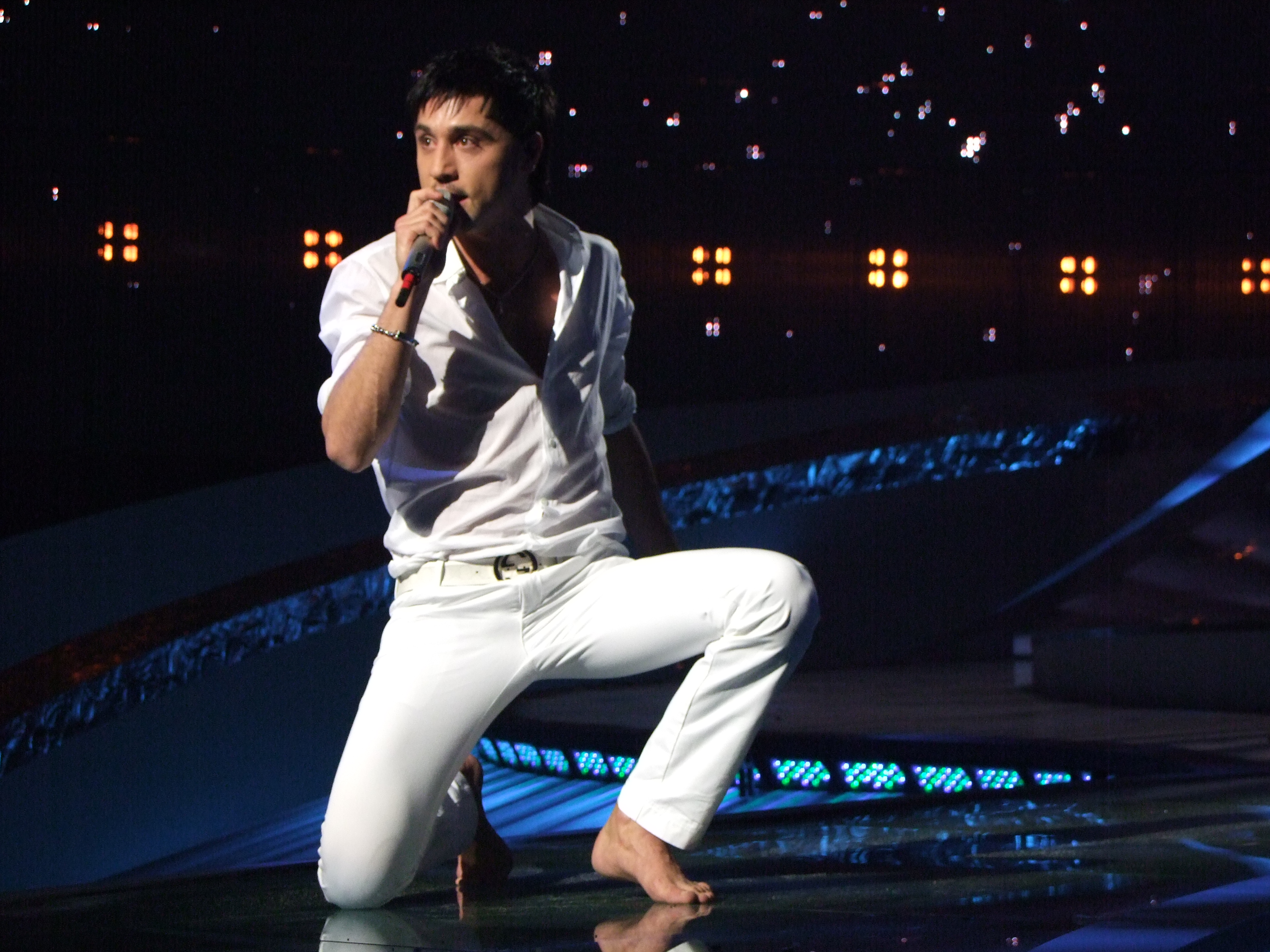
Діма Білан — переможець Євробачення 2008 у Белграді
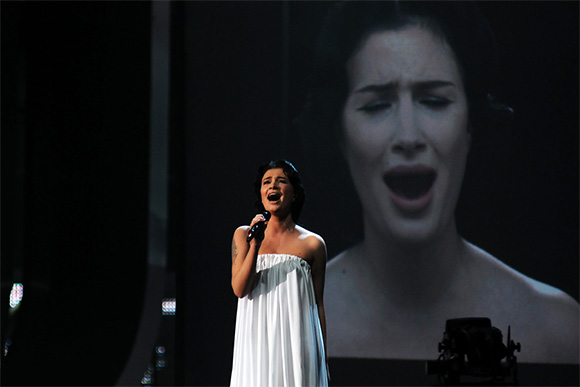
Анастасія Приходько у Москві (2009)
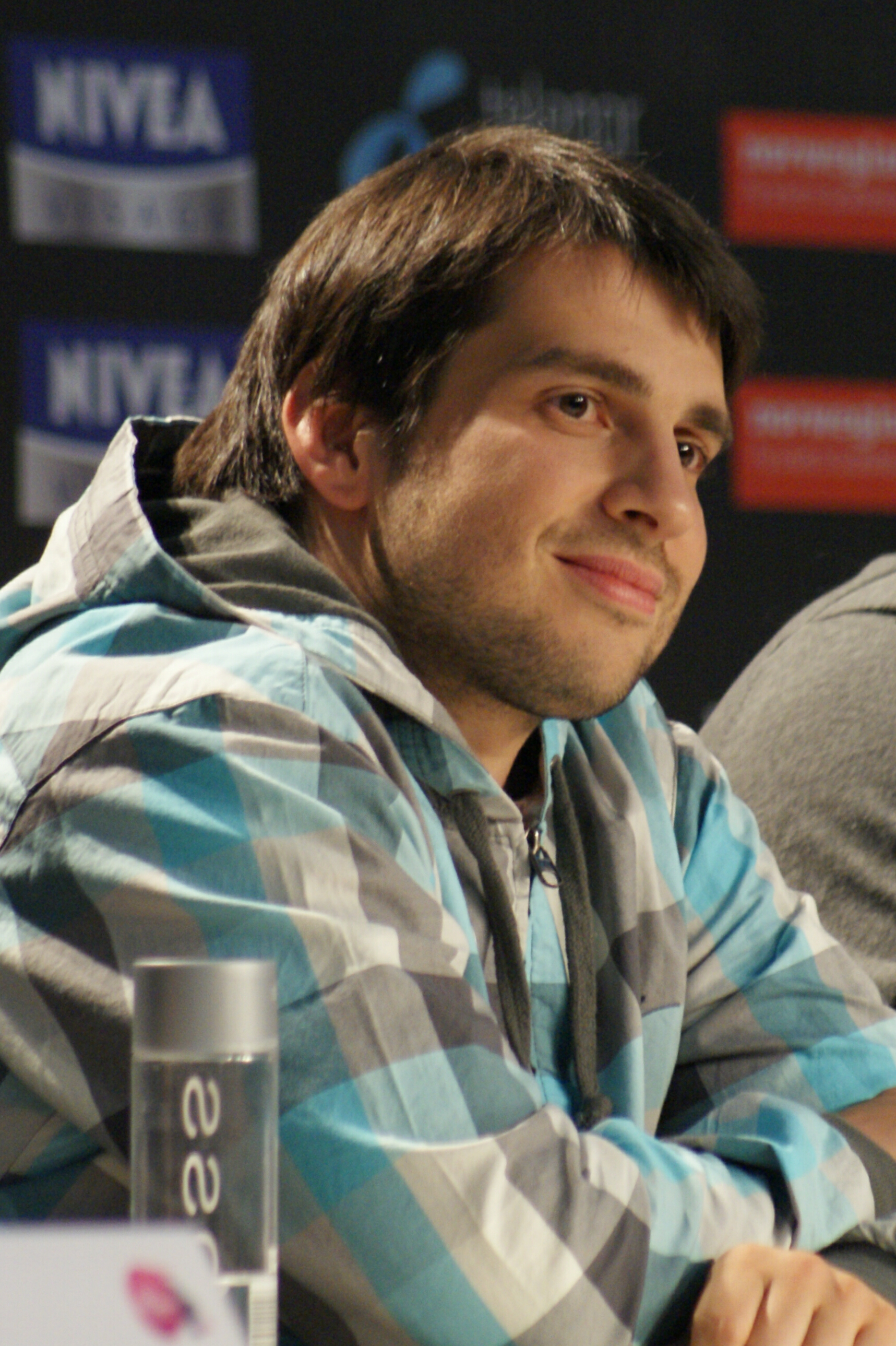
Петро Наліч в Осло (2010)
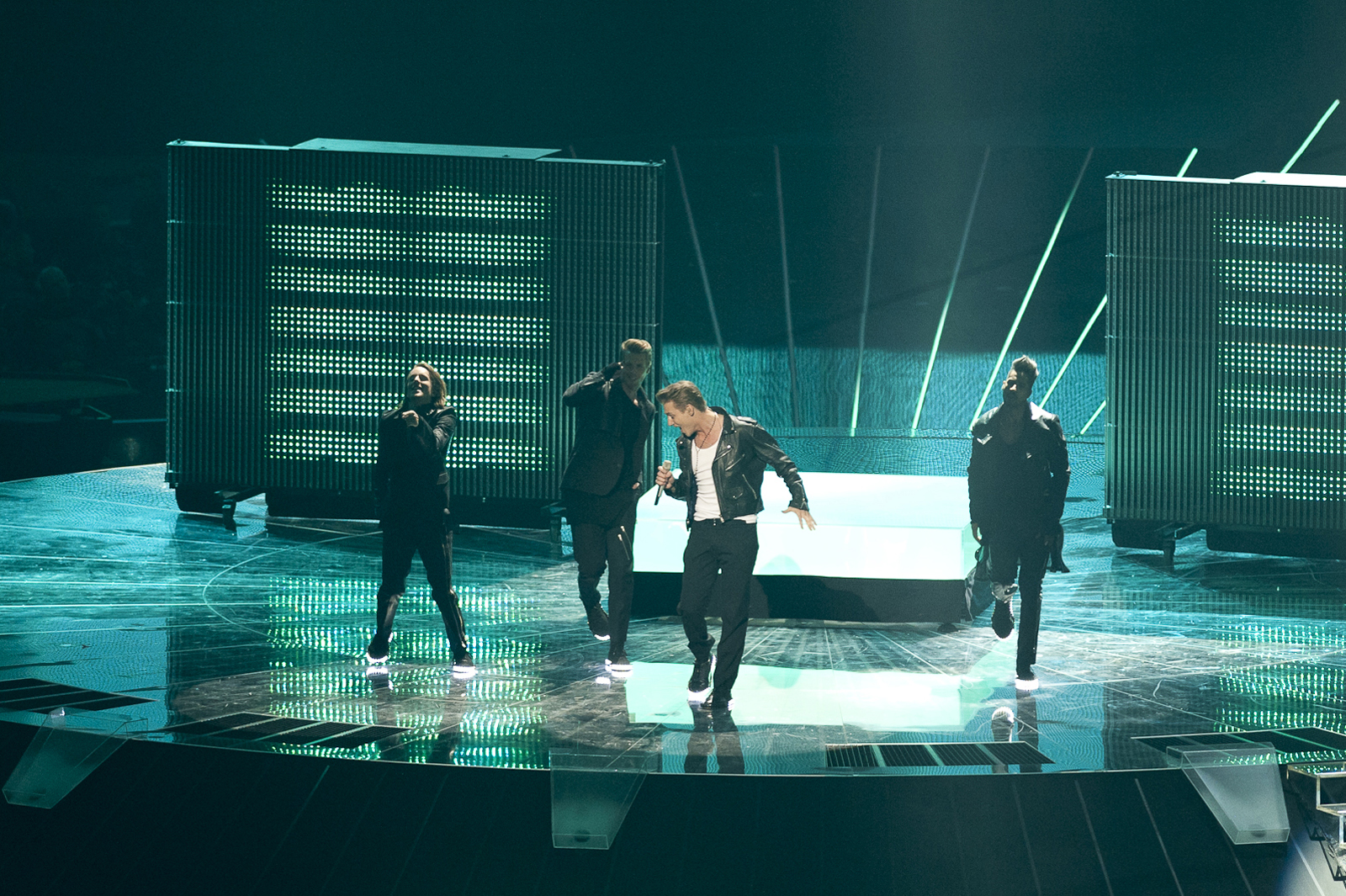
Олексій Воробйов у Дюссельдорфі (2011)
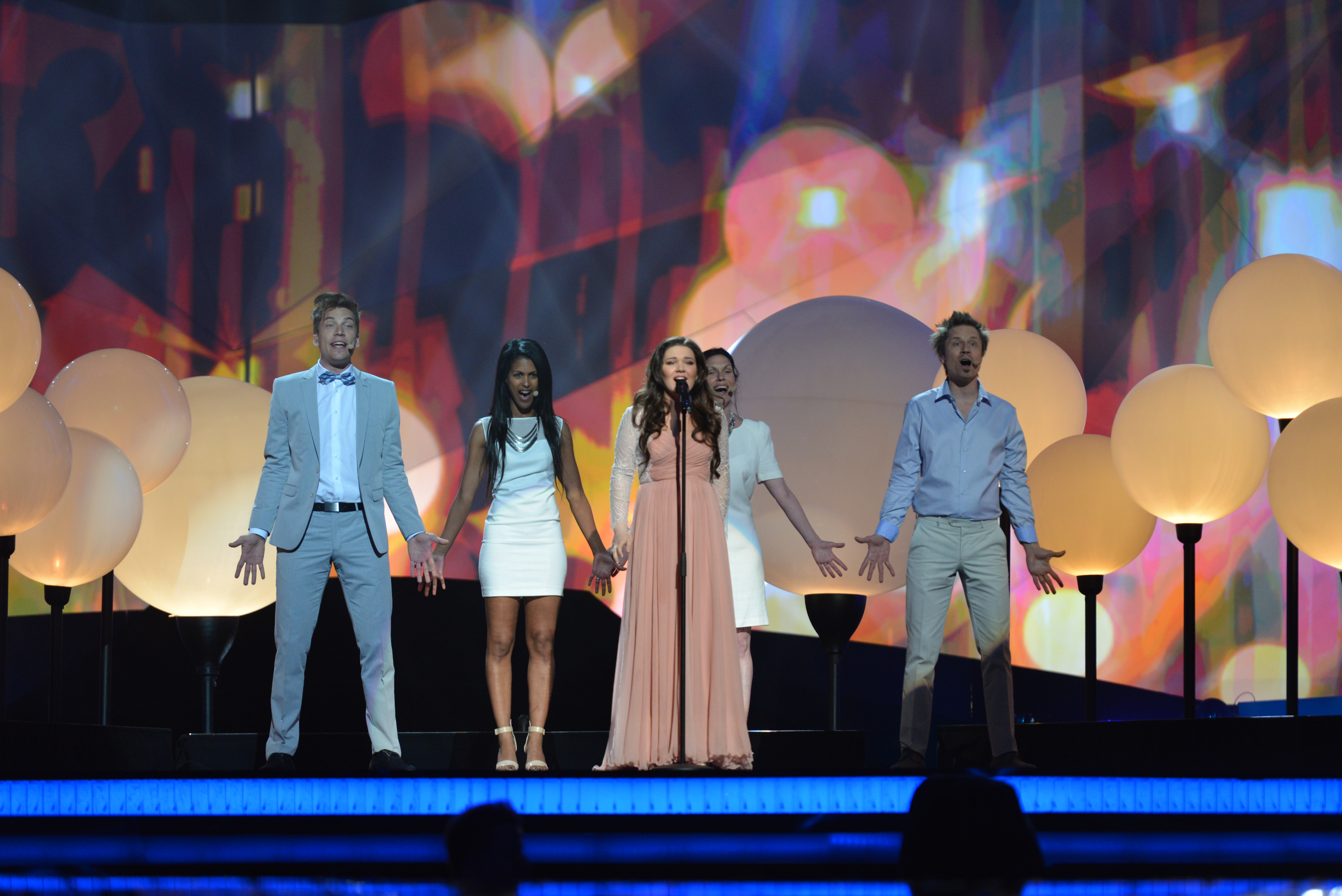
Діна Гаріпова в Мальме (2013)
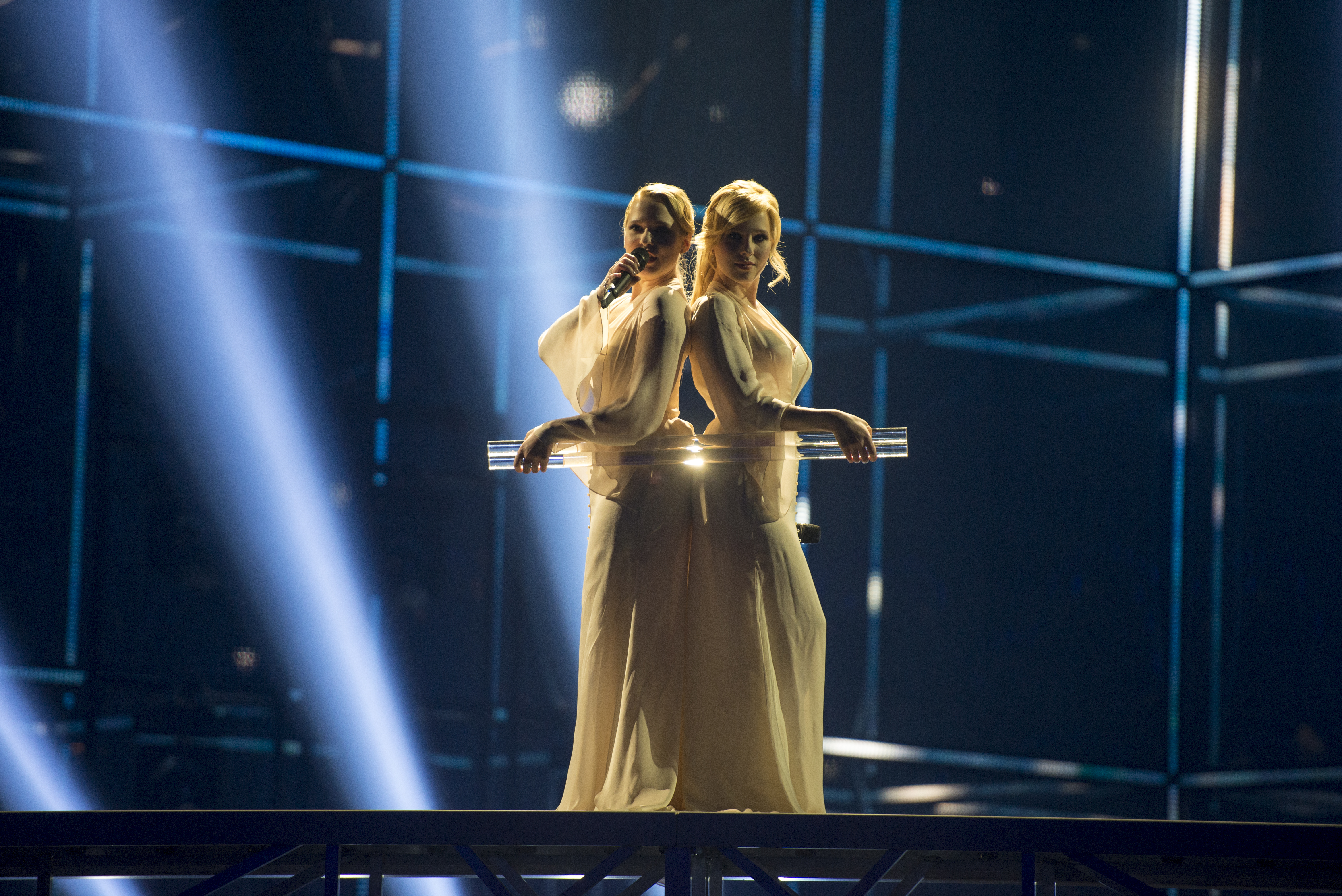
Сестри Толмачови у Копенгагені (2014)
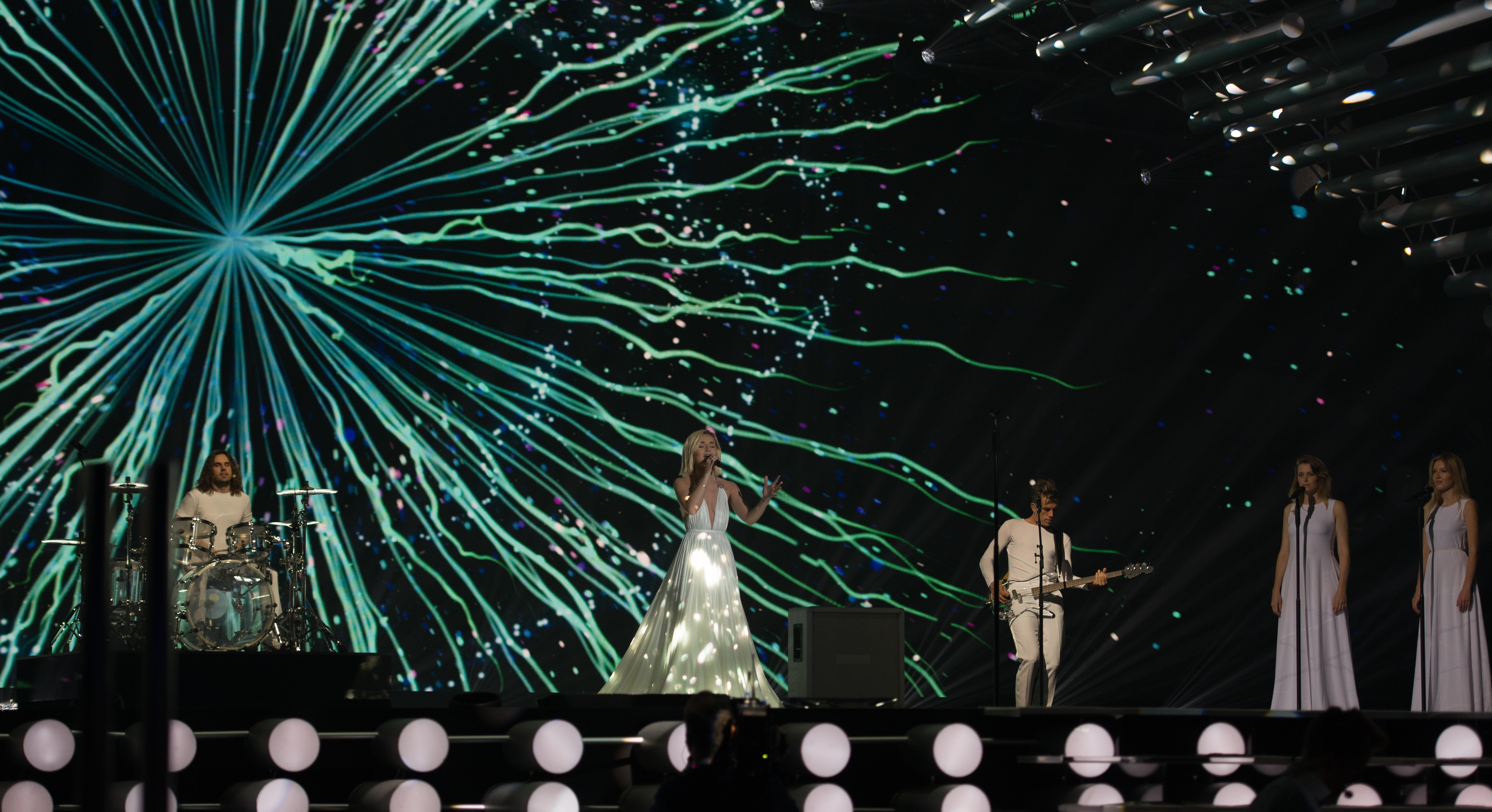
Поліна Гагаріна у Відні (2015)
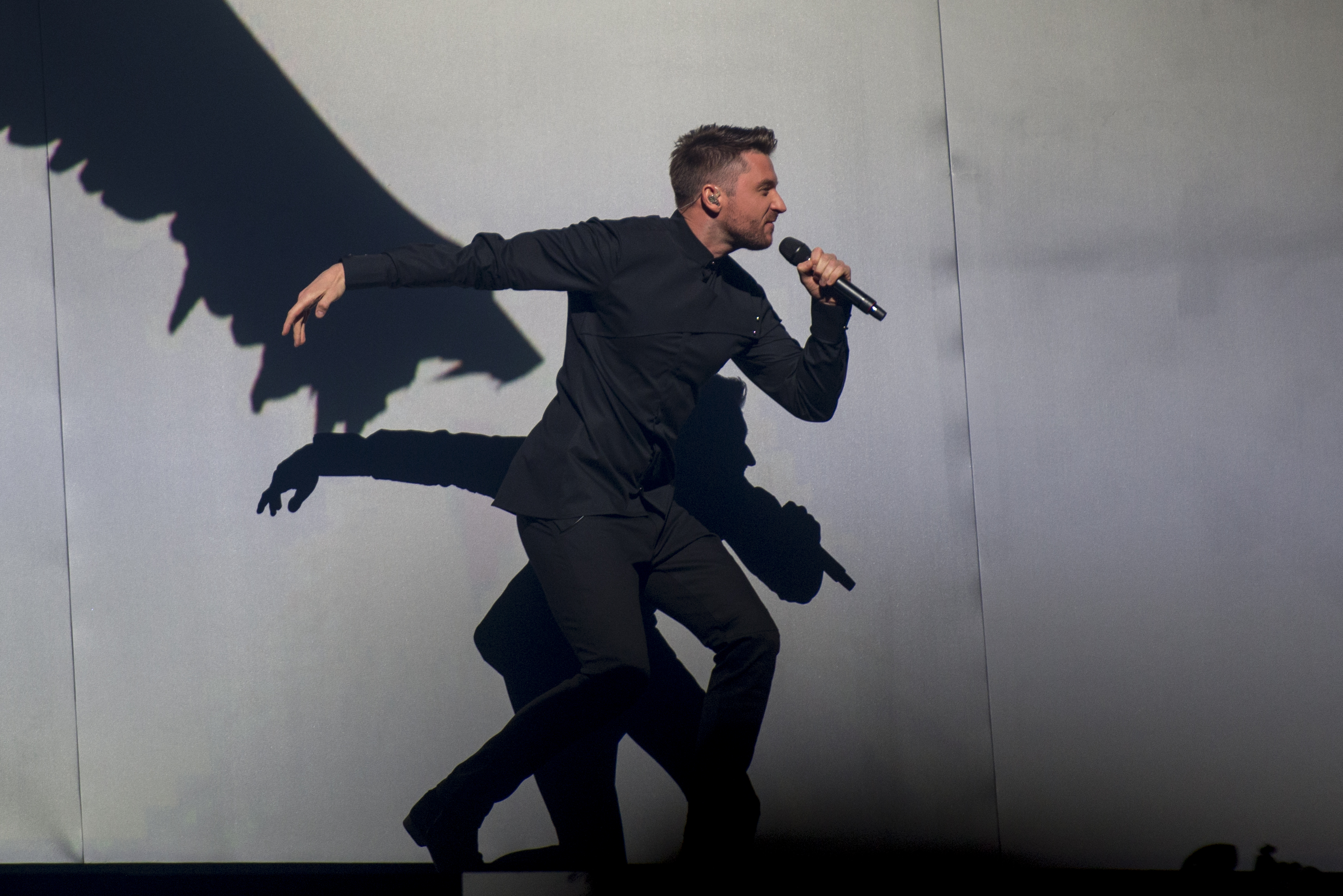
Сергій Лазарєв у Стокгольмі (2016)
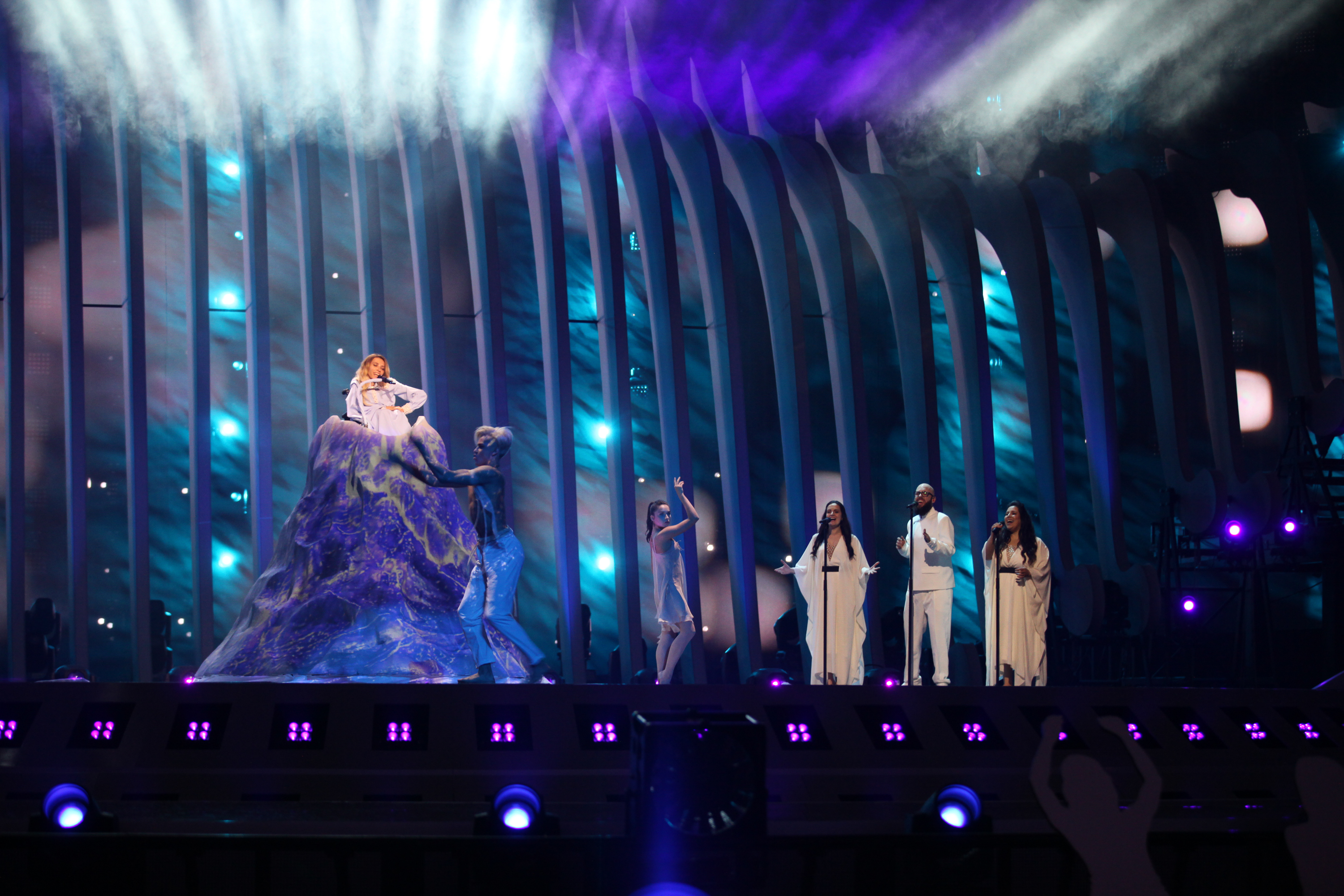
Юлія Самойлова у Лісабоні (2018)
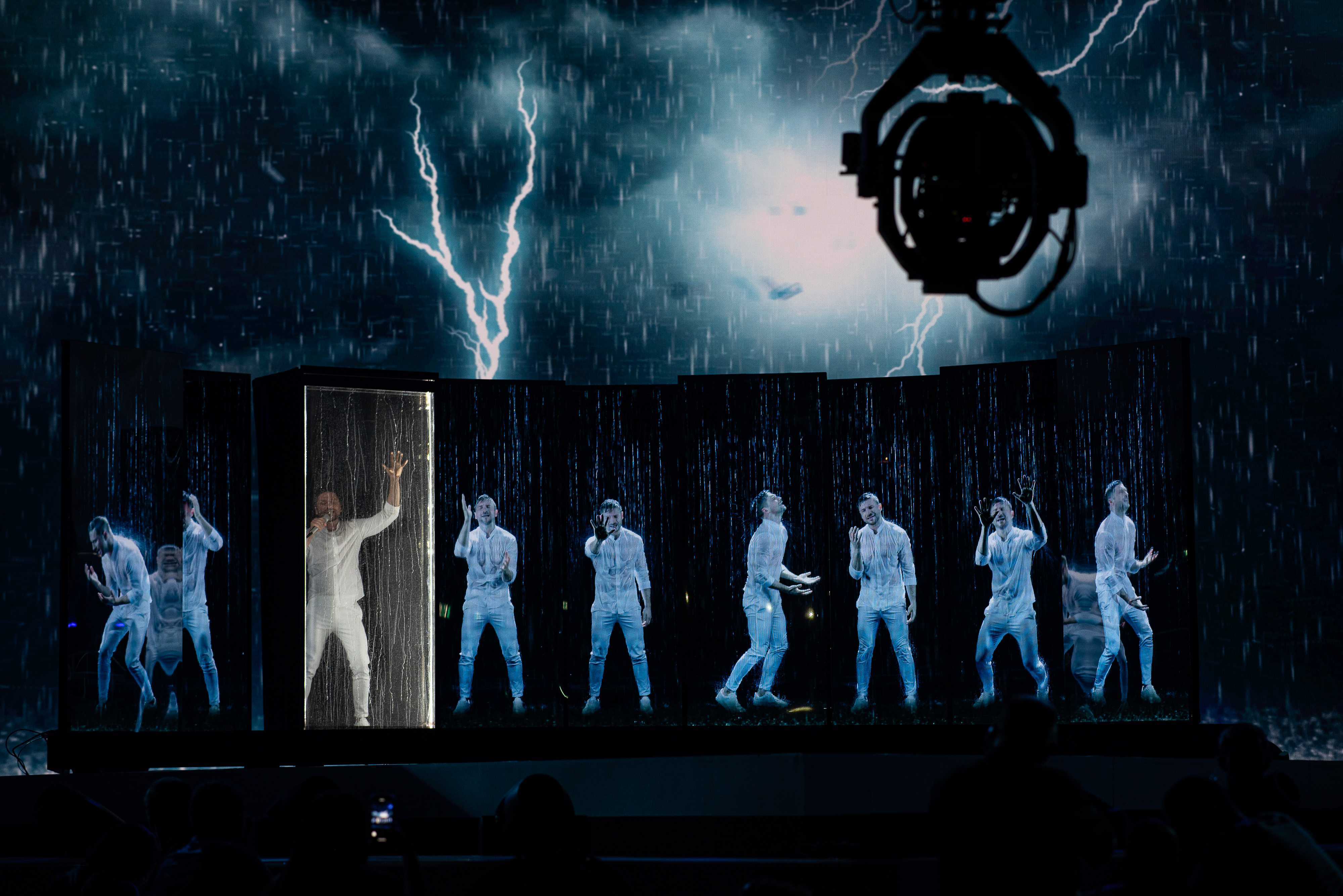
Сергій Лазарєв у Тель-Авіві (2019)
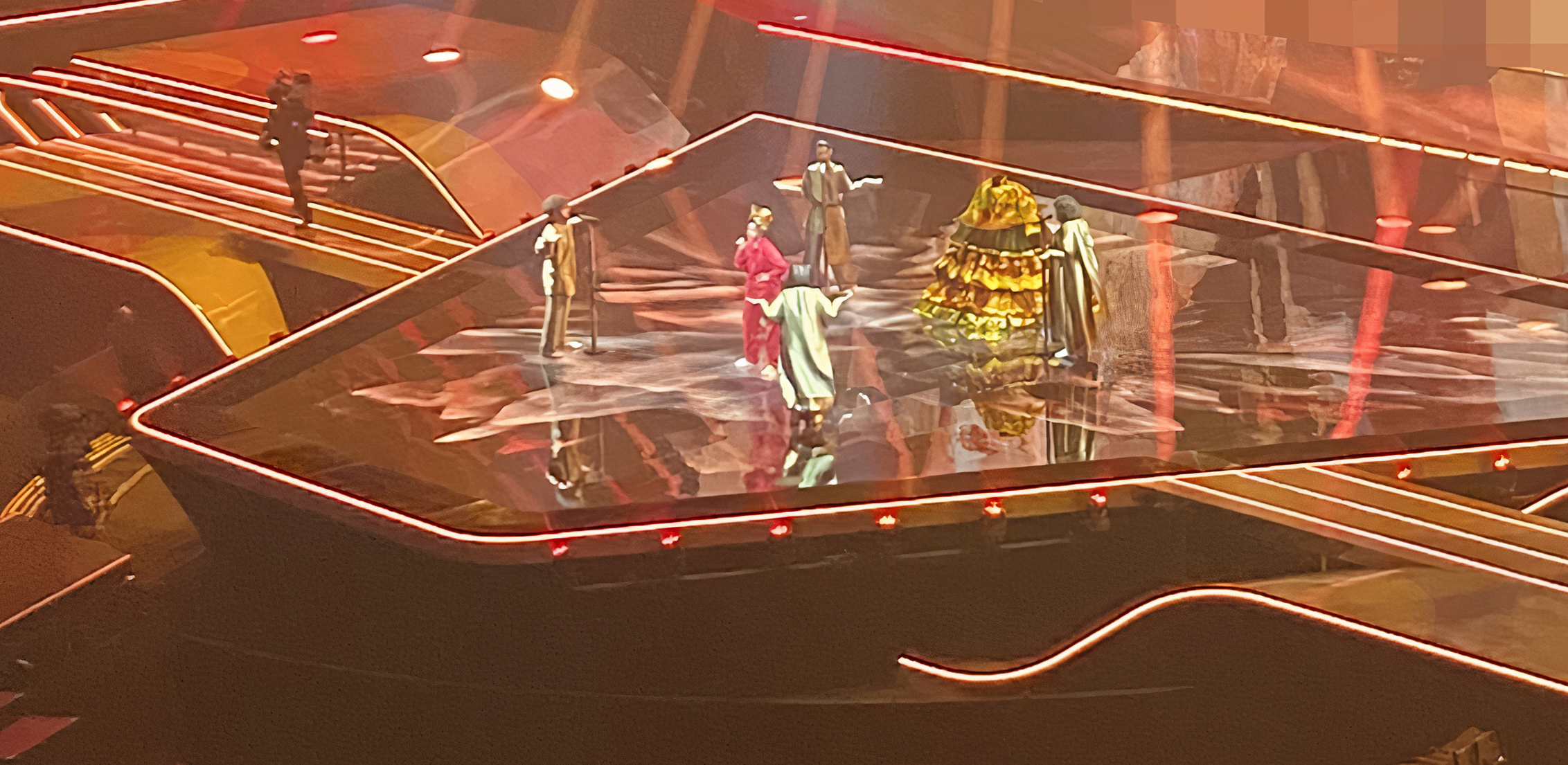
Маніжа у Роттердамі (2021)